# Luther Blissett (Sammelpseudonym)
Luther Blissett ist ein frei verwendbares kollektives Pseudonym und Medienphantom. Mit der Freigabe des Namens sollte die Trennung von Individuum und Kollektiv aufgehoben werden.

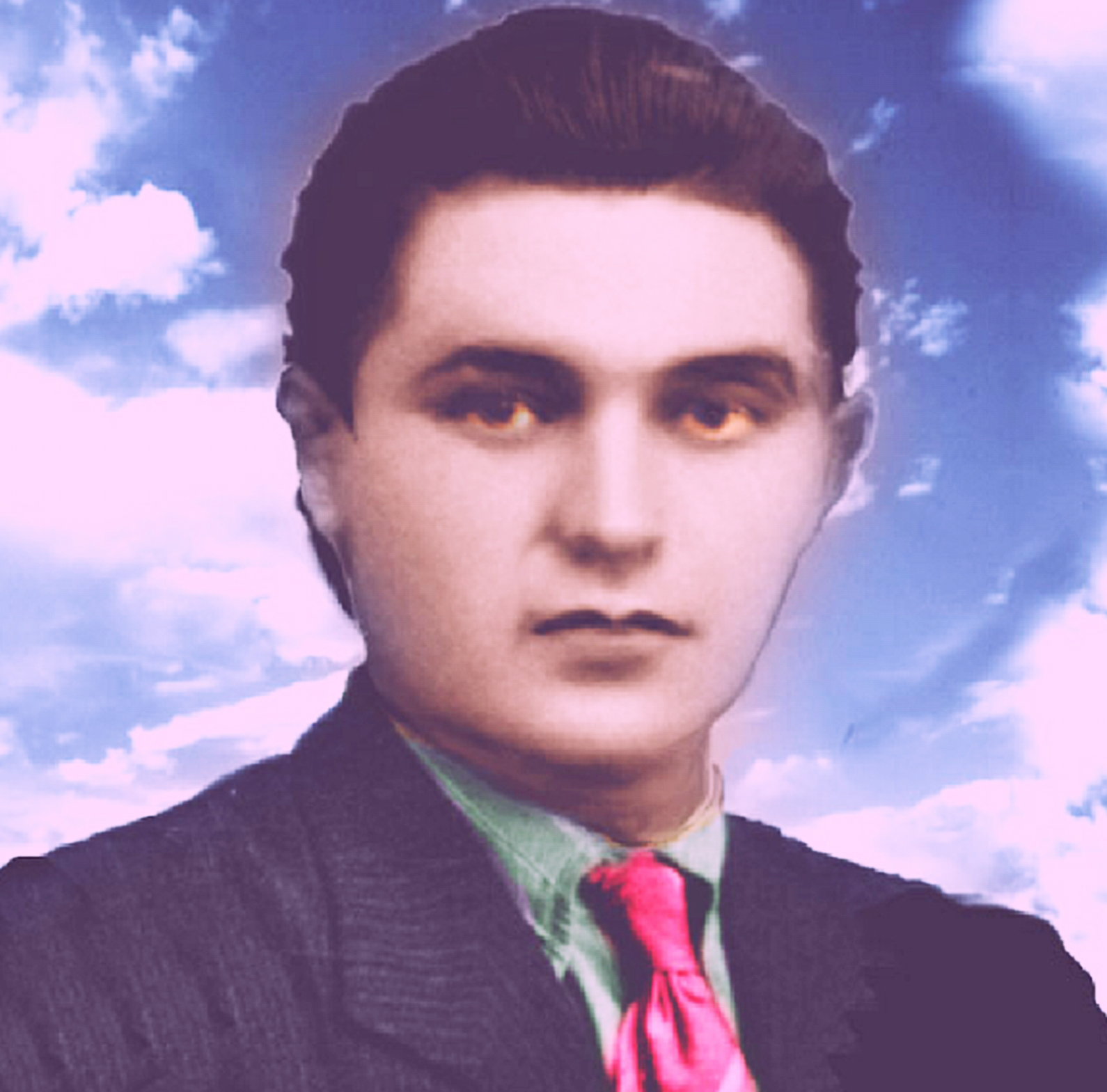
1994 veröffentlichtes Porträt von Luther Blissett

## Geschichte
Der Name „Luther Blissett“ geht zurück auf eine reale Person, den karibisch-englischen Fußballprofi Luther Blissett, der in den 1980er Jahren unter anderem für den FC Watford und den AC Mailand spielte.
1994 lancierte eine Gruppe subkultureller Aktivisten in Bologna eine Reihe von Falschmeldungen in italienischen Massenmedien, die Luther Blissett als kollektives Phantom und prankster etablierten. Zu den Aktionen der Gruppe gehörte auch die Kaperung von Nachtbussen in Bologna, die sie in fahrende Diskos umwandelten.
Als Gründungsmythos wurde eine erfundene Geschichte in der populären Fernsehsendung Chi l’ha visto?, dem italienischen Pendant von Bitte melde dich, lanciert. In der Sendung wurde „gemeldet“, dass ein britischer Performancekünstler bei seinem Versuch, mit einem Fahrrad die Konturen des Wortes ART (‚Kunst‘) auf der italienischen Landkarte abzufahren, verschollen sei.
Zwischen 1994 und 1999 gingen zahlreiche Streiche auf das Pseudonym „Luther Blissett“ zurück, unter anderem ein gefälschtes Buch unter dem Namen des populären Subkultur-Autors Hakim Bey sowie die Verhaftung mehrerer Personen in Rom, die darauf bestanden hatten, als „Luther Blissett“ nur eine Straßenbahn-Fahrkarte zu lösen. Italien, vor allem Bologna und Rom, blieb im Zentrum der Luther-Blissett-Aktivitäten, jedoch wurde der Name auch von Künstlern, Underground-Musikern und Politaktivisten in England, Spanien, Deutschland und den USA übernommen.
Nachdem Massenmedien das Spiel durchschaut hatten und sich von Luther-Blissett-Aktionen nicht mehr irritieren ließen, verkündete das italienische Luther-Blissett-Projekt 1999 seinen „Seppuku“, rituellen Selbstmord. Die fünf Bologneser Gründungsaktivisten gaben sich namentlich zu erkennen und veröffentlichten, noch unter dem Namen Blissetts, den gemeinsam geschriebenen Roman Q, der die Geschichte der linken italienischen Gegenkultur im Gewand eines historischen Romans über die Reformationszeit erzählt. Q wurde zu einem internationalen Bestseller. Da das Impressum erlaubt, das Buch frei zu kopieren, ist es wahrscheinlich die bislang kommerziell erfolgreichste Open-Content-Publikation überhaupt.
Die fünf Gründungsaktivisten setzten ihre gemeinsame schriftstellerische Arbeit unter dem neuen Pseudonym Wu Ming weiter fort und veröffentlichten in Italien mehrere erfolgreiche Romane, mit denen sie auf ausgiebige Lesereisen durch Italien zogen.
Im deutschsprachigen Raum sind unter dem Namen Luther Blissett neben der deutschen Übersetzung von Q das Handbuch der Kommunikationsguerilla (gemeinsam mit Sonja Brünzels, 1997), die Plunderphonics-CD Vivacide (1996) und die Textcollage The Invisible College erschienen.
Im August 2023 wurde bekannt, dass das Mitglied Luca di Meo am 30. Juli desselben Jahres in Bologna verstorben ist.

## Vorläufer
Unmittelbare Vorläufer und Inspirationen des Luther-Blissett-Projekts waren die neoistischen multiplen Identitäten Monty Cantsin und Karen Eliot. Weitere prägende Einflüsse waren die Situationistische Internationale sowie die Bologneser Subkultur der 1970er Jahre um das Kollektiv der Zeitung A/traverso und den Sender Radio Alice. Andere bekannte multiple Namen sind Subcomandante Marcos (Bewegung der Zapatisten in Mexiko) und General Ludd (Ludditen bzw. englische Arbeiterbewegung). Das Pseudonym Rrose Sélavy, das in den 1920er Jahren gemeinsam von dem Künstler Marcel Duchamp und dem surrealistischen Dichter Robert Desnos verwendet wurde, bildet einen weiteren, weniger bekannten historischen Prätext, siehe auch das Wissenschaftler-Kollektiv Nicolas Bourbaki.

## Sonstiges
- Als Gast erscheint Luther Blissett auch auf einer Schallplatte der Punkband Klasse Kriminale.
- Das Liedermacher-Duo Die drei lustigen Beiden behauptet, Luther Blissett sei für sie als Anwalt tätig und hätte sie in dem Verfahren wegen Mord an Øystein Aarseth vertreten.